# Zoran Živković (scrittore)
Zoran Živković (Belgrado, 5 ottobre 1948) è uno scrittore, saggista, ricercatore e bibliofilo serbo.
È titolare della cattedra di scrittura creativa dell'Università di Belgrado.
Tra i suoi romanzi tradotti in italiano Sei biblioteche e L'ultimo libro, pubblicati per i tipi TEA.

## Biografia
Nel 1973 Zoran Živković si laurea in teoria della letteratura presso la facoltà di filologia dell'Università di Belgrado. Nel 1979 Živković conclude il master con la ricerca Antropomorfismo e la tematica del primo contatto nelle opere di Arthur C. Clarke e nel 1982 il dottorato presso la stessa università; il suo saggio Il fenomeno della fantascienza come genere di prosa artistica venne pubblicato nell'antologia Contemporaries of the Future.
Nel 2007 Zivkovic è stato nominato docente di scrittura creativa all'Università di Belgrado, presso la facoltà di filologia.

## Influenze letterarie
Živković per i suoi romanzi si è ispirato alla tradizione del fantastico europeo, in particolare a maestri come Michail Afanas'evič Bulgakov, Franz Kafka e Stanisław Lem; la sua opera Sei biblioteche è dedicata allo scrittore britannico Michael Moorcock. Per i suoi temi legati ai libri e alla bibliofilia, nei suoi scritti si riscontra anche l'influenza di autori come Jorge Luis Borges, Anatole France e Charles Nodier.

## Opere

### Romanzi
- The Fourth Circle (1993)
- Time Gifts (1997)
- The Writer (1998)
- The Book (1999)
- Impossible Encounters (2000)
- Seven Touches of Music (2001) / Sette note musicali, TEA (2011)
- The Library (2002) / Sei biblioteche, TEA (2011)
- Steps Through the Mist (2003)
- Hidden Camera (2003)
- Compartments (2004)
- Four Stories Till the End (2004)
- Twelve Collections and The Teashop (2005)
- The Bridge (2006)
- Miss Tamara, The Reader (2006)
- Amarcord (2007)
- The Last Book (2007) / L'ultimo libro, TEA (2010)
- Escher's Loops (2008)
- The Ghostwriter (2009)

### Saggi
- Contemporaries of the Future (1983)
- The Starry Screen (1984)
- First Contact (1985)
- The Encyclopedia of Science Fiction I-II (1990)
- Essays on Science Fiction (1995)
- On Genre and Writing (2010)
- Anthologies Co-edited
- The Devil In Brisbane (with Geoffrey Maloney, 2005)
- Fantastical Journeys to Brisbane (with Geoffrey Maloney & Trent Jamieson, 2007)

## Riconoscimenti
- 1994: The Fourth Circle vince il premio Milos Crnjanski
- 2003: The Library vince il premio World Fantasy
- 2007: The Bridge vince il premio Isidora Sekulic
- 2007: The Bridge vince il premio The Golden Hit Liber